# Carmelo Cedrún
Carmelo Cedrún Ochandátegui (Amorebieta-Etxano, 1930. december 6. –) spanyol válogatott labdarúgókapus.
A spanyol válogatott tagjaként részt vett az 1962-es világbajnokságon.

## Sikerei, díjai
Athletic Bilbao
- Spanyol bajnok (1): 1955–56
- Spanyol kupa (3): 1955, 1956, 1958